# ソノコン
ソノコン（朝: 손오공、英: Sonokong Co., Ltd.）は韓国・ソウルに本社を置く玩具メーカー。社名の「ソノコン」は『西遊記』の主人公・孫悟空の朝鮮語表記。

## 概要
韓国の大手の玩具メーカーに数えられ、キャラクター玩具の製作、海外の玩具メーカーと提携したライセンス商品の販売を主としている。また、ホビー製作のみではなくアニメやゲームの製作にも関わるなど幅広い事業展開を行っている。

## 沿革
- 1974年 - 水道蛇口を作る会社「ヒョプソン工業社」を創業。
- 1986年 - 玩具製作の依頼を受け「ソウル化学」を設立。製作した玩具がヒットし、その後も継続して玩具を作るようになる。
- 1992年 - タカラ（現・タカラトミー）と正式契約。
- 1996年 - 現在の社名である「ソノコン」に変更。

## 主な製品
※マークの付いているものはアニメの製作にも関与している事を表す。

### 自社製品
- 英魂機兵ラゼンカ ※
- 少女チャングムの夢 ※
- トラックシティ ※
- バンパーキングジッパー ※
- バイトチョイカー ※

### 日本製品
- 赤ずきんチャチャ
- イナズマイレブンシリーズ
  - イナズマイレブン
  - イナズマイレブンGO
- Cosmic Baton Girl コメットさん☆
- 古代王者恐竜キング
- 疾風!アイアンリーガー
- シュガシュガルーン
- スーパードール★リカちゃん
- 電光超特急ヒカリアン
- 電光超人グリッドマン
- トミカ
- トランスフォーマーシリーズ
  - ビーストウォーズII 超生命体トランスフォーマー
  - ビーストウォーズネオ 超生命体トランスフォーマー
  - トランスフォーマー カーロボット
  - 超ロボット生命体トランスフォーマー マイクロン伝説
- ナースエンジェルりりかSOS
- 爆丸
- 爆闘宣言ダイガンダー
- ビーダマンシリーズ
  - ボンバーマンビーダマン爆外伝
  - バトルビーダマン ※
  - クラッシュビーダマン ※
  - クロスファイト ビーダマン
- 新世紀GPXサイバーフォーミュラ
- プリティーリズム ※
- ベイブレードシリーズ
  - 爆転シュート ベイブレード ※
  - メタルファイト ベイブレード
  - ベイブレードバースト
- ポケットモンスター
- 魔法騎士レイアース
- 魔弾戦記リュウケンドー
- 魔動王グランゾート
- 勇者シリーズ
  - 太陽の勇者ファイバード
  - 伝説の勇者ダ・ガーン
  - 勇者特急マイトガイン
  - 勇者警察ジェイデッカー
  - 黄金勇者ゴルドラン
  - 勇者指令ダグオン
  - 勇者王ガオガイガー
- 夢色パティシエール
- ミクロマン・マグネパワーズ

### 中国製品
- 鎧甲勇士
- 果宝特攻

### カナダ製品
- メガブロック